# Arrondissement Saint-Brieuc
Das Arrondissement Saint-Brieuc ist eine Verwaltungseinheit des französischen Départements Côtes-d’Armor innerhalb der Region Bretagne. Verwaltungssitz (Präfektur) ist Saint-Brieuc.

## Wahlkreise
Im Arrondissement liegen 15 Wahlkreise Kantone:
| - Kanton Broons (mit 14 von 25 Gemeinden) - Kanton Lamballe - Kanton Loudéac - Kanton Mûr-de-Bretagne - Kanton Paimpol (mit 1 von 10 Gemeinden) - Kanton Plaintel - Kanton Plélo (mit 10 von 22 Gemeinden) - Kanton Plénée-Jugon | - Kanton Pléneuf-Val-André (mit 8 von 15 Gemeinden) - Kanton Plérin - Kanton Ploufragan - Kanton Plouha (mit 5 von 17 Gemeinden) - Kanton Saint-Brieuc-1 - Kanton Saint-Brieuc-2 - Kanton Trégueux |

## Gemeinden
Die Gemeinden des Arrondissements Saint-Brieuc sind:
| 1. Allineuc (22001)*                  | 2. Andel (22002)              | 3. Binic-Étables-sur-Mer (22055)              | 4. Le Bodéo (22009)              |
| 5. La Bouillie (22012)                | 6. Bréhand (22015)            | 7. Caurel (22033)                             | 8. La Chèze (22039)              |
| 9. Coëtmieux (22044)                  | 10. Corlay (22047)            | 11. Éréac (22053)                             | 12. Erquy (22054)                |
| 13. Le Fœil (22059)                   | 14. Gausson (22060)           | 15. Gomené (22062)                            | 16. Grâce-Uzel (22068)           |
| 17. Guerlédan (22158)                 | 18. La Harmoye (22073)        | 19. Le Haut-Corlay (22074)                    | 20. Hémonstoir (22075)           |
| 21. Hénanbihen (22076)                | 22. Hénansal (22077)          | 23. Hénon (22079)                             | 24. Hillion (22081)              |
| 25. Île-de-Bréhat (22016)             | 26. Illifaut (22083)          | 27. Jugon-les-Lacs - Commune nouvelle (22084) | 28. Lamballe-Armor (22093)       |
| 29. Landéhen (22098)                  | 30. Lanfains (22099)          | 31. Langueux (22106)                          | 32. Lanrelas (22114)             |
| 33. Lantic (22117)                    | 34. Laurenan (22122)          | 35. Le Leslay (22126)                         | 36. Loscouët-sur-Meu (22133)     |
| 37. Loudéac (22136)                   | 38. La Malhoure (22140)       | 39. La Méaugon (22144)                        | 40. Le Mené (22046)              |
| 41. Merdrignac (22147)                | 42. Mérillac (22148)          | 43. Merléac (22149)                           | 44. Moncontour (22153)           |
| 45. La Motte (22155)                  | 46. Noyal (22160)             | 47. Penguily (22165)                          | 48. Plaine-Haute (22170)         |
| 49. Plaintel (22171)                  | 50. Plédéliac (22175)         | 51. Plédran (22176)                           | 52. Plémet (22183)               |
| 53. Plémy (22184)                     | 54. Plénée-Jugon (22185)      | 55. Pléneuf-Val-André (22186)                 | 56. Plérin (22187)               |
| 57. Plestan (22193)                   | 58. Plœuc-L’Hermitage (22203) | 59. Ploufragan (22215)                        | 60. Plouguenast-Langast (22219)  |
| 61. Plourhan (22232)                  | 62. Plumieux (22241)          | 63. Plurien (22242)                           | 64. Plussulien (22244)           |
| 65. Pommeret (22246)                  | 66. Pordic (22251)            | 67. La Prénessaye (22255)                     | 68. Quessoy (22258)              |
| 69. Le Quillio (22260)                | 70. Quintenic (22261)         | 71. Quintin (22262)                           | 72. Rouillac (22267)             |
| 73. Saint-Alban (22273)               | 74. Saint-Barnabé (22275)     | 75. Saint-Bihy (22276)                        | 76. Saint-Brandan (22277)        |
| 77. Saint-Brieuc (22278)              | 78. Saint-Caradec (22279)     | 79. Saint-Carreuc (22281)                     | 80. Saint-Connec (22285)         |
| 81. Saint-Denoual (22286)             | 82. Saint-Donan (22287)       | 83. Saint-Étienne-du-Gué-de-l’Isle (22288)    | 84. Saint-Gildas (22291)         |
| 85. Saint-Gilles-Vieux-Marché (22295) | 86. Saint-Glen (22296)        | 87. Saint-Hervé (22300)                       | 88. Saint-Julien (22307)         |
| 89. Saint-Martin-des-Prés (22313)     | 90. Saint-Maudan (22314)      | 91. Saint-Mayeux (22316)                      | 92. Saint-Quay-Portrieux (22325) |
| 93. Saint-Rieul (22326)               | 94. Saint-Thélo (22330)       | 95. Saint-Trimoël (22332)                     | 96. Saint-Vran (22333)           |
| 97. Sévignac (22337)                  | 98. Tramain (22341)           | 99. Trébry (22345)                            | 100. Trédaniel (22346)           |
| 101. Trédias (22348)                  | 102. Trégueux (22360)         | 103. Trémeur (22369)                          | 104. Trémorel (22371)            |
| 105. Trémuson (22372)                 | 106. Trévé (22376)            | 107. Tréveneuc (22377)                        | 108. Uzel (22384)                |
| 109. Le Vieux-Bourg (22386)           | 110. Yffiniac (22389)         |                                               |                                  |

* Zahlen in Klammern sind INSEE-Codes

## Neuordnung der Arrondissements 2017

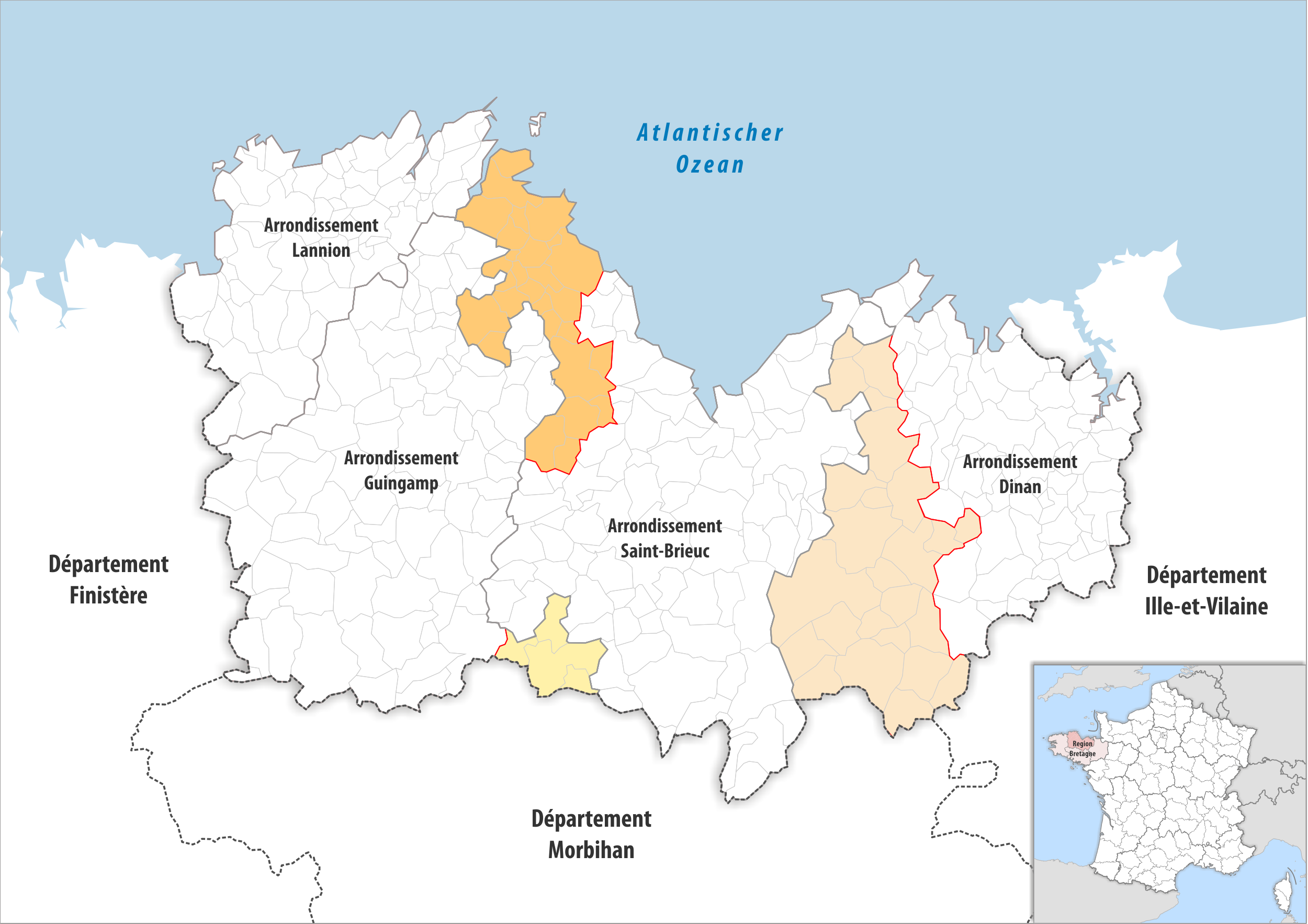
Arrondissementsanpassungen im Jahr 2017

Durch die Neuordnung der Arrondissements im Jahr 2017 wurden die 29 Gemeinden Boqueho, Châtelaudren, Cohiniac, Le Faouët, Gommenec’h, Kerfot, Lanleff, Lanloup, Lannebert, Lanvollon, Le Merzer, Paimpol, Pléguien, Pléhédel, Plélo, Plerneuf, Ploubazlanec, Plouézec, Plouha, Plourivo, Plouvara, Pludual, Pommerit-le-Vicomte, Trégomeur, Tréguidel, Tréméven, Tressignaux, Trévérec und Yvias aus dem Arrondissement Saint-Brieuc dem Arrondissement Guingamp zugewiesen.
Die 4 Gemeinden Caurel, Guerlédan, Saint-Connec und Saint-Gilles-Vieux-Marché aus dem Arrondissement Guingamp sowie die 25 Gemeinden La Bouillie, Éréac, Gomené, Hénanbihen, Hénansal, Illifaut, Jugon-les-Lacs - Commune nouvelle, Lanrelas, Laurenan, Loscouët-sur-Meu, Le Mené, Merdrignac, Mérillac, Plédéliac, Plénée-Jugon, Plestan, Rouillac, Saint-Denoual, Saint-Launeuc, Saint-Vran, Sévignac, Tramain, Trédias, Trémeur und Trémorel aus dem Arrondissement Dinan wechselten zum Arrondissement Saint-Brieuc.

## Ehemalige Gemeinden seit der landesweiten Neuordnung der Kantone
bis 2024:
- Plumieux, Le Cambout, Coëtlogon, Merdrignac, Saint-Launeuc

bis 2018:
- Plouguenast, Langast, Lamballe, Morieux, Planguenoual

bis 2017:
- Mûr-de-Bretagne, Saint-Guen

bis 2016:
- Binic, Collinée, Étables-sur-Mer, La Ferrière, Le Gouray, L’Hermitage-Lorge, Langourla, Meslin, Plémet, Plessala, Plœuc-sur-Lié, Saint-Gilles-du-Mené, Saint-Gouéno, Saint-Jacut-du-Mené, Tréméloir